# فيليرس شاتيل
فيليرس شاتيل (بالفرنسية: Villers-Châtel)‏ هي بلدية تقع في إقليم باد كاليه من منطقة نور با دو كاليه في شمال فرنسا. تبلغ مساحة هذه المدينة 3.17 (كم²)، وترتفع عن سطح البحر 147 م، يبلغ عدد سكانها 122 نسمة حسب إحصاء المعهد الوطني للإحصاء والدراسات الاقتصادية سنة 2009 م. وترأس Maurice Brisset البلدية خلال فترة (2008-2014).